# Melanocortina
Les melanocortines és un grup d'hormones peptídiques que inclouen l'hormona adrenocorticotropa (ACTH) i les diferents formes de l'hormona estimulant de melanòcits (MSH). Poden ser sintètiques (creades al laboratori). En els humans poden ésser endògenes, produïdes a partir de la proopiomelanocortina (POMC) a la hipòfisi. Les melanocortines produeixen els seus efectes connectant-se i activant els receptors de melanocortina.